# Universitat Internacional de La Rioja
La Universitat Internacional de La Rioja, coneguda com la UNIR, és una universitat privada espanyola d'educació en línia el rectorat de la qual es troba a Logronyo, amb presència i seus a Mèxic, Colòmbia, l'Equador i el Perú. Al començament de 2025 comptava amb més de 90.000 alumnes en estudis oficials des de 86 països, principalment d'Espanya i Llatinoamèrica. La UNIR té més de 240 titulacions oficials de Grau, Màsters oficials, així com títols propis part d'ells avalats per l'ANECA. Compta amb quatre programes de doctorat en les seves facultats d'Educació, Empresa i Comunicació, Dret, Ciències Socials i Humanitats, i Ciències de la Salut; així com a la seva Escola Superior d'Enginyeria i Tecnologia, la seva Escola d'Idiomes i la seva Escola de Doctorat.

## Història
Va començar la seva activitat acadèmica el 2009, després de l'autorització pelDecret 69/2009, de 31 de juliol. És reconeguda per la Llei 3/2008, de 13 d'octubre, pel Parlament de La Rioja, que estableix que pot impartir ensenyaments encaminats a l'obtenció de títols de caràcter oficial. Es regeix per la Llei d'Ordenació Universitària espanyola, per les directrius de la Unió Europea i per les normes que dicta l'Estat espanyol i la Comunitat de La Rioja. La seva estructura, organització i funcionament han estat dissenyats conforme als paràmetres i requisits de l'Espai Europeu d'Educació Superior (EEES).
El març de 2019 la universitat va realitzar la seva entrada en el Mercat Alternatiu Borsari (MAB), com a part del grup Proeduca Altus,.
Cinc dels seus centres compten amb Acreditació Institucional de l'Agència Nacional d'Avaluació de la Qualitat (ANECA): la Facultat d'Empresa i Comunicació a l'octubre de 2019, la Facultat d'Educació al juliol de 2020, i les Facultats de Ciències de la Salut i Dret, així com l'Escola Superior d'Enginyeria i Tecnologia (2021).
El març de 2021 el Grup PROEDUCA adquireix per uns 4 milions d'euros l'escola de màrqueting digital espanyola KSchool.
Al febrer de 2022, UNIR i la Universitat eclesiàstica San Dámaso signen un conveni per a impartir un Títol en Estudis Bíblics.